# Cubjac
Cubjac ist eine Ortschaft und eine ehemalige französische Gemeinde mit 740 Einwohnern (Stand: 1. Januar 2022) im Département Dordogne in der Region Nouvelle-Aquitaine. Sie gehörte zum Arrondissement Nontron und zum Kanton Isle-Loue-Auvézère.
Mit Wirkung vom 1. Januar 2017 wurden die früheren Gemeinden La Boissière-d’Ans, Saint-Pantaly-d’Ans und Cubjac zu einer Commune nouvelle namens Cubjac-Auvézère-Val d’Ans zusammengelegt. Die ehemaligen Gemeinden verfügen in der neuen Gemeinde über den Status einer Commune déléguée. Der Verwaltungssitz befindet sich im Ort Cubjac.

## Lage
Der Ort Cubjac liegt auf dem Nordufer des Auvézère in einer Höhe von ca. 115 m. Die Stadt Périgueux befindet sich ca. 20 km (Fahrtstrecke) südwestlich. Das Klima ist gemäßigt; Regen (ca. 895 mm/Jahr) fällt verteilt übers ganze Jahr.

## Bevölkerungsentwicklung
| Jahr      | 1800 | 1851  | 1901  | 1954 | 2014 |
| Einwohner | 910  | 1.206 | 1.027 | 635  | 729  |

Der kontinuierliche Bevölkerungsrückgang im 20. Jahrhundert ist im Wesentlichen auf die Mechanisierung der Landwirtschaft, die Aufgabe von bäuerlichen Kleinbetrieben, den daraus resultierenden Verlust von Arbeitsplätzen und die Abwanderung vieler Dörfler in die Städte zurückzuführen.

## Wirtschaft
In früheren Jahrhunderten lebte die Bevölkerung weitgehend als Selbstversorger von der Feld- und Weidewirtschaft; Gemüse und Kleinvieh wurden in den hauseigenen Gärten gezüchtet. Der Bau einer Steinbrücke verhalf dem Ort im 17. Jahrhundert zu einem wirtschaftlichen Aufschwung. Heute spielt die Vermietung von Ferienwohnungen (gîtes) eine nicht unwichtige Rolle für das wirtschaftliche Leben des Ortes.

## Geschichte
Kleinfunde lassen auf die Anwesenheit von steinzeitlichen Menschen schließen. Eine Urkunde aus dem Jahr 1185 dokumentiert die Abtretung des Ortes an die Abtei von Chancelade; im 15. Jahrhundert gehörte er zur Kastellanei von Auberoche. Im Jahr 1541 wurde Cubjac vom damaligen Präsidenten des Parlaments von Bordeaux erworben, der eine Steinbrücke errichten ließ; sie wurde  jedoch bei einem Hochwasser des Jahres 1643 zerstört und anschließend neugeplant. Der Neubau hielt bis zum Jahr 1783, als ein weiteres Hochwasser der Auvézère ihn zur Hälfte zerstörte.

## Sehenswürdigkeiten
- Die dreischiffige Église Notre-Dame-de-l’Assomption ist der Himmelfahrt Mariens geweiht. Der Bau wurde im 19. Jahrhundert an der Stelle einer mittelalterlichen Kirche errichtet, von der noch das Portal erhalten blieb.
- Die Brücke über die Auvézère wurde zu Beginn des 19. Jahrhunderts – jedoch unter Berücksichtigung von Plänen des Architekten Nicolas Rambourg aus dem Jahr 1643 – neu gebaut.[3]
- Mehrere Herrensitze (Castel de Puy-ol-Faure, Château de la Borie, Chartreuse du Maine; Château du Rozier, Château de la Sudrie und Manoir de la Faurie) wurden im 19. Jahrhundert um- oder neugebaut. Die mittelalterlichen Teile befinden sich meist in Ruinen.

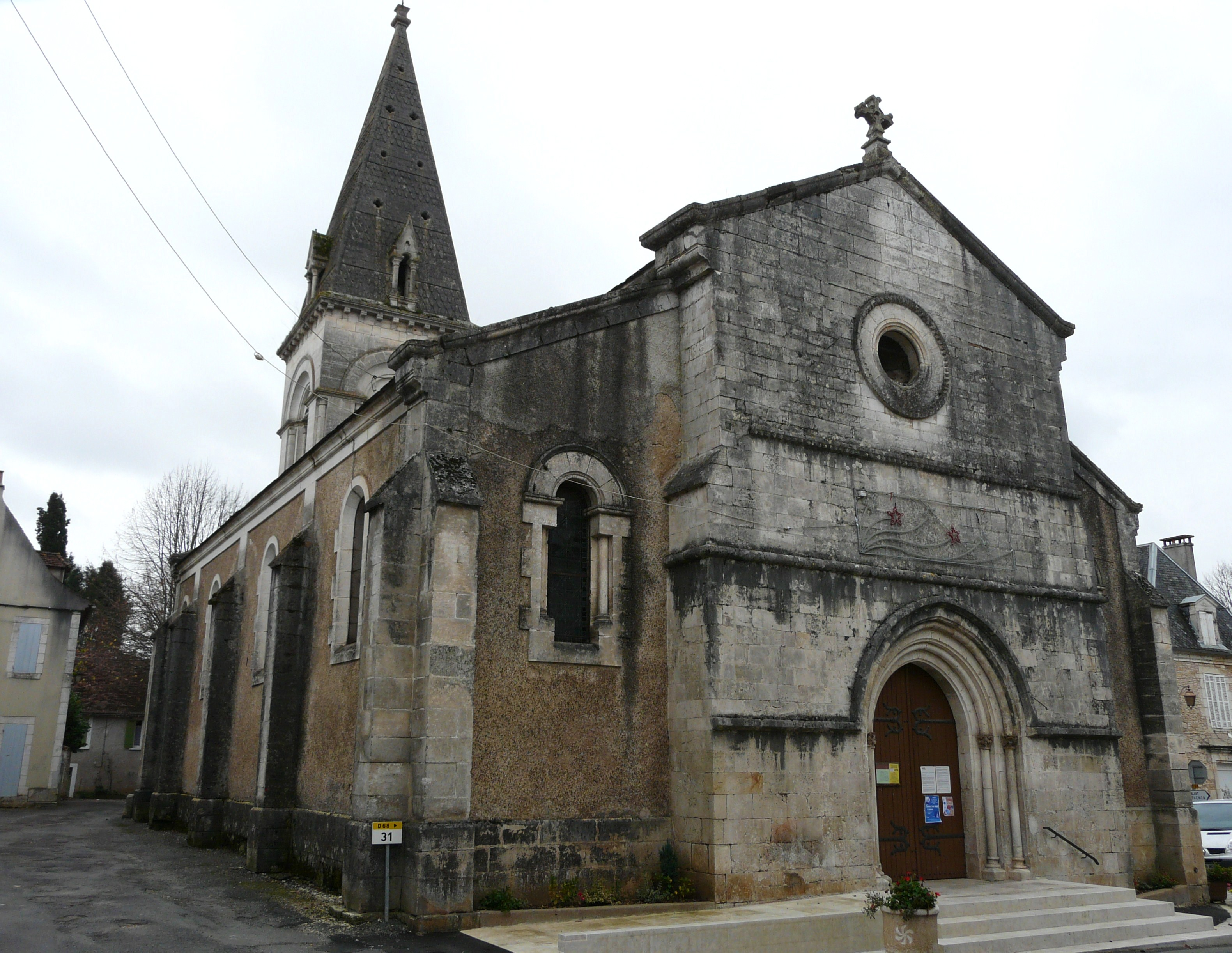
Église Notre-Dame-de-l'Assomption
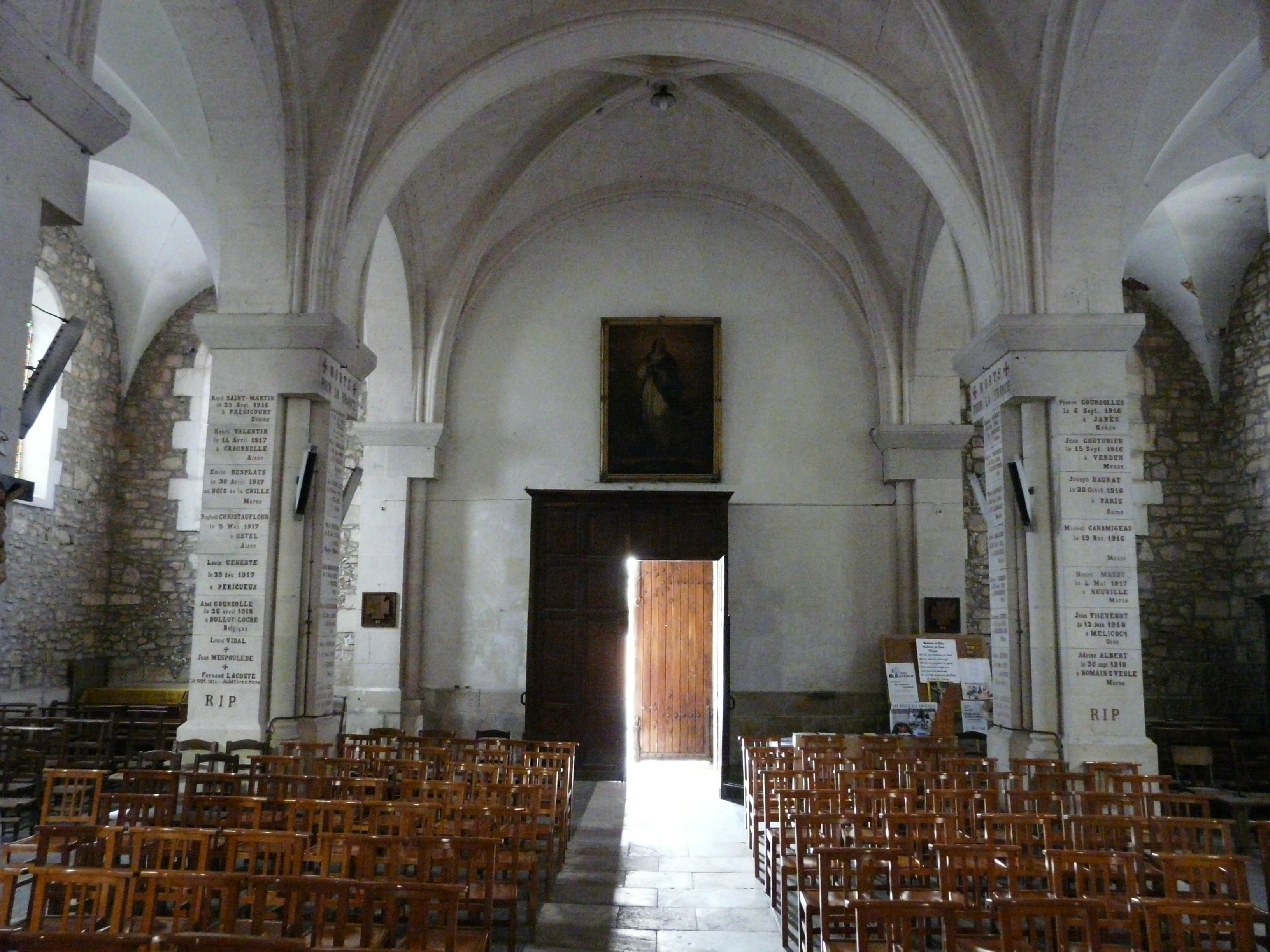
Kirchenschiff
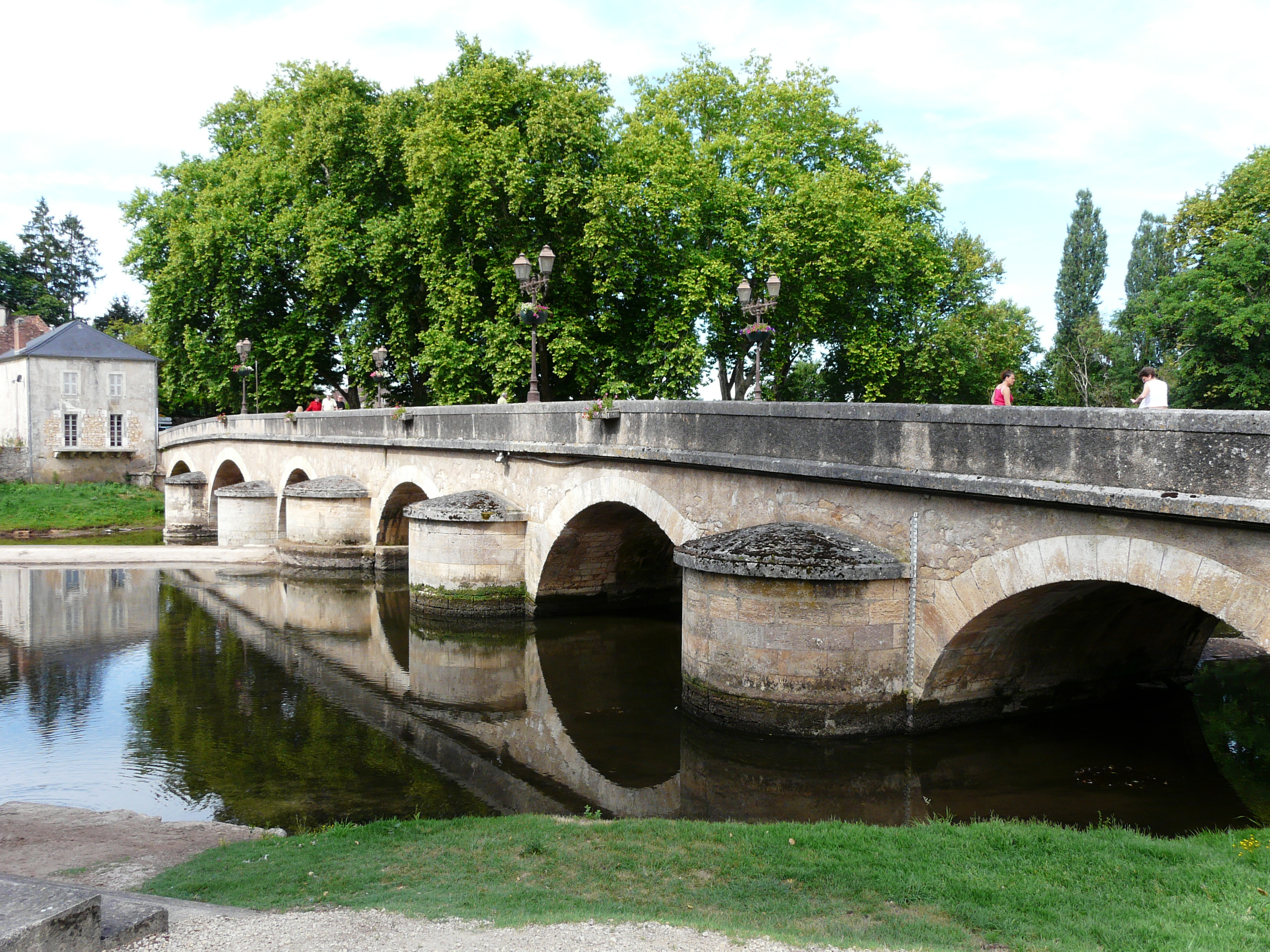
Brücke über den Auvézère
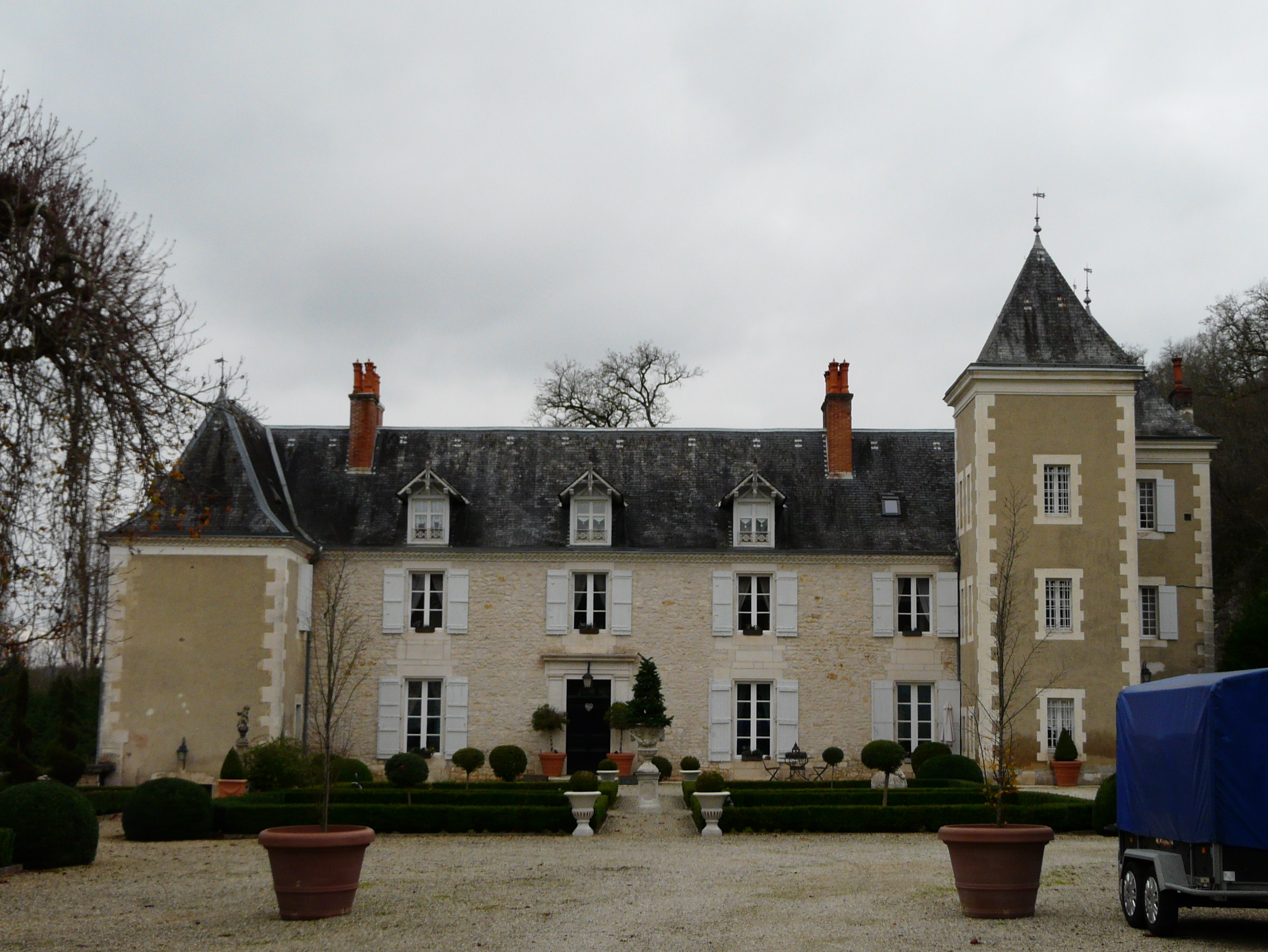
Castel de Puy-ol-Faure
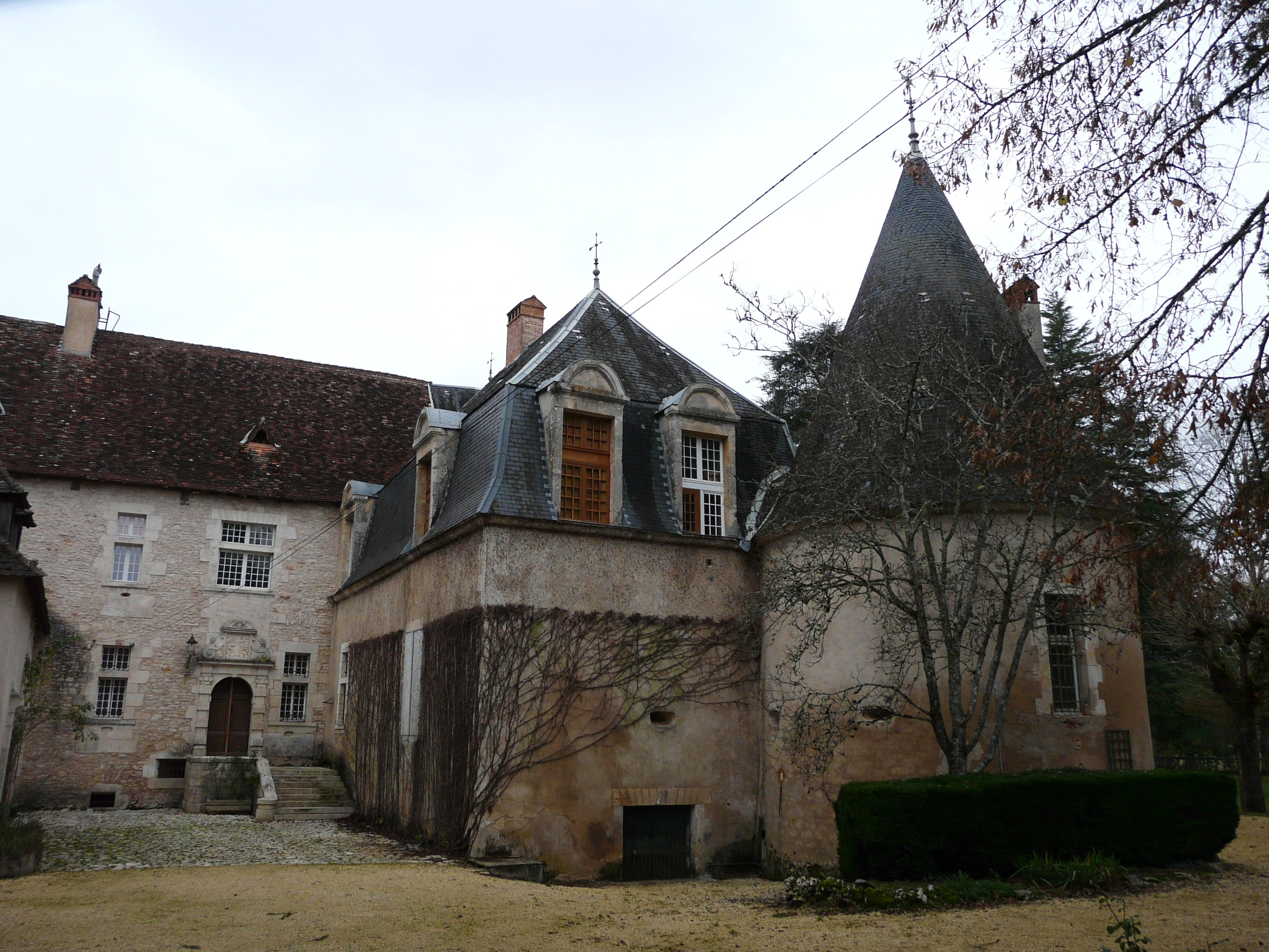
Château de la Sudrie
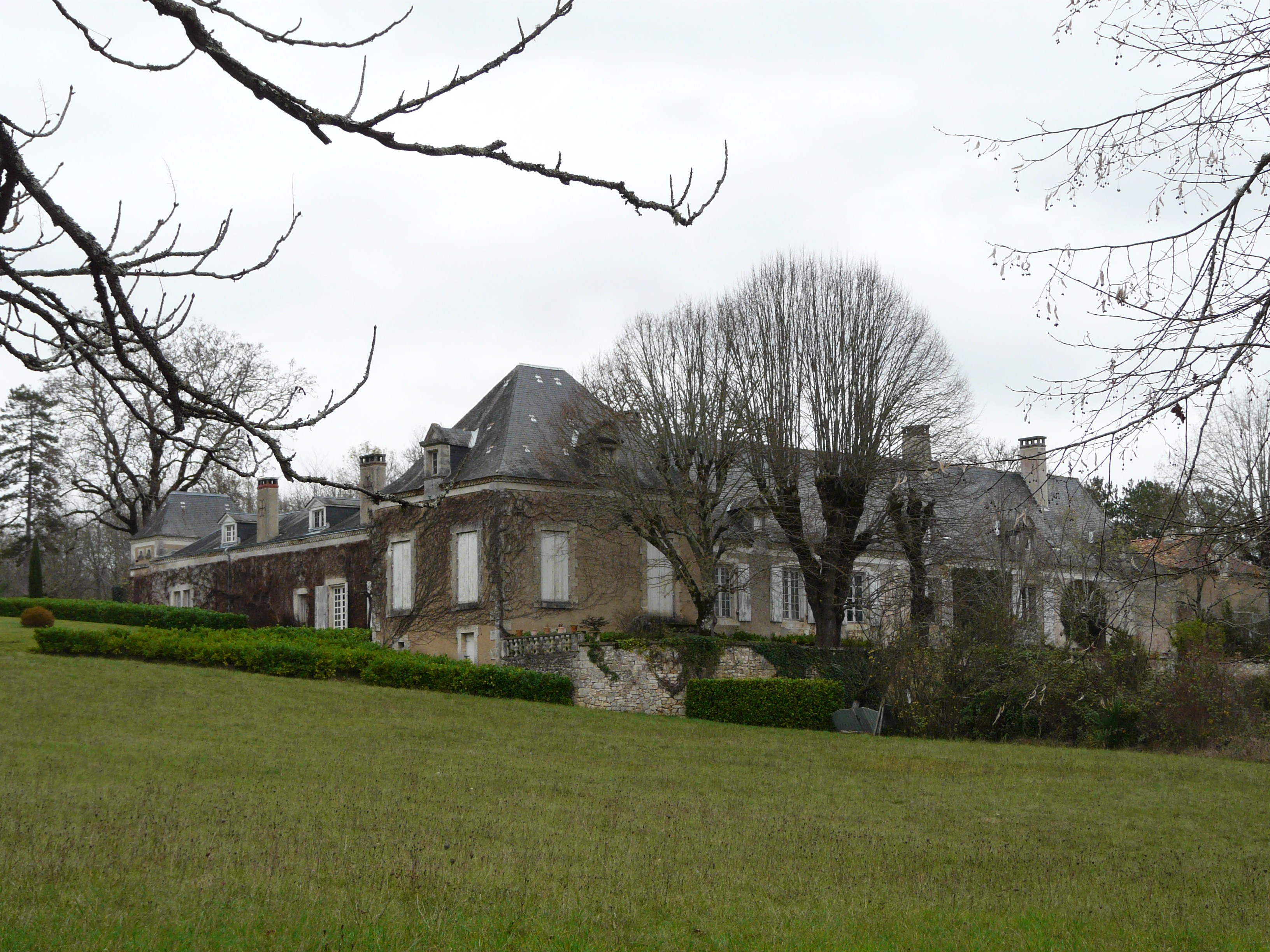
Chartreuse du Maine